# Noticias Intereconomía
Noticias El Toro TV es un programa de televisión que se emite de lunes a viernes, 20:30 a 21:00 horas en El Toro TV (anteriormente, Intereconomía TV).
La presentadora del espacio fue Alba Vila durante varios años. Después pasó a ser presentado por la periodista Patrizia Tenorio. Se trata del informativo de la cadena que difunde las principales noticias del día, entrevista a los protagonistas y analiza la actualidad con la ayuda de periodistas y otros comunicadores. Un espacio de referencia.